# La bellezza d'Ippolita
La bellezza d'Ippolita è un romanzo del 1955 dello scrittore friulano Elio Bartolini.
Dal romanzo fu tratto un film omonimo nel 1962.

## Trama
Ippolita è una bella ragazza che, insoddisfatta dalla vita nel paese natale nella bassa friulana, e disprezzata dal padre, va a Trieste a fare la domestica; ma anche lì non trova soluzione alla sua inquietudine.
Durante un ritorno al paese conosce Luca, un giovane meccanico spaesato, che si innamora di lei, ma Ippolita se ne va senza nemmeno essere al corrente del sentimento di Luca.
Da Trieste va a Milano a fare "la vita", cioè la prostituta. Ritorna al paese dopo qualche anno, incinta. Luca, pur messo al corrente della situazione imbarazzante, le propone il matrimonio. Ippolita accetta la proposta ma poi perde il bambino.
Insieme a Luca realizza e gestisce un distributore di benzina sulla statale vicino al ponte sul Tagliamento. Nemmeno la vita matrimoniale però la soddisfa, e infine, sopraffatta dalla sua incapacità di vivere felicemente, fugge verso un tragico destino.

## Personaggi
- Ippolita - la protagonista del romanzo, è una donna inquieta che non riesce a trovare una condizione di vita soddisfacente.
- Luca - il marito di Ippolita è un uomo dal carattere remissivo e dipendente dalla moglie, che ama ma che non è capace di rendere felice.
- Zenobia - l'amica di Ippolita, al contrario di lei si realizza in un matrimonio "normale".
- il "Sita" - il padre di Ippolita, così soprannominato, abile mediatore d'affari, disprezza la figlia.
- Franz - un turista austriaco

## Struttura e stile
Il testo del romanzo è diviso in nove capitoli.
Il Narratore racconta in terza persona gli avvenimenti e i pensieri dei personaggi.

## Critica
Nell'edizione Longanesi del 1968, nella presentazione che precede il romanzo, sono riportate parte di un articolo scritto da Eugenio Montale e apparso sul Corriere della Sera del 19 novembre 1955 e di seguito anche una recensione di Giancarlo Vigorelli apparsa su "La Fiera Letteraria" n. 47 del 29 novembre 1955.
Ambedue i critici esprimono pareri sostanzialmente positivi sull'opera di Bartolini.
Dal testo di Montale:
«... con Ippolita e Luca il Bartolini ha creato figure vive e questa volta l'ambiente, l'atmosfera, non ha divorato il dramma.»
«... non è propriamente un romanzo: è un racconto poeticamente realizzato... »
Dal testo di Vigorelli:
«... l'Ippolita è un'opera che dà un volto compiuto a questo giovane narratore di razza.»
«Bartolini ci ha dato non il ritratto, ma il romanzo fulmineo e scheggiatissimo di una donna; ed oltre il suo, il romanzo della sua gente, della sua terra, quel crocevia sul Tagliamento.»

## Edizioni
- Elio Bartolini, La bellezza d'Ippolita, Mondadori, 1955.
- Elio Bartolini, La bellezza d'Ippolita, Longanesi, 1968. (Pocket 155, Superpocket 87, 350 lire, ristampa 1970)